# Aurora-Memorial-Nationalpark
Der Aurora-Memorial-Nationalpark liegt in den Philippinen auf dem Gebiet der Städte Baler und Maria Aurora in der Mitte der Provinz Aurora und im Osten der Provinz Nueva Ecija, nahe der Grenze der Provinz Nueva Vizcaya. Der Nationalpark liegt im südöstlichen Teil der Caraballo-Berge, im Nordosten liegt der zur Sierra Madre gehörende Mount Dingalan. Der Nationalpark erstreckt sich auf einer Fläche von 7.090 Hektar und wurde am 11. August 1941 mit Inkrafttreten der Präsidentenerlasse Nr. 774 und Nr. 130 eingerichtet. Er steht als Teil des Sierra Madre Biosphärenkorridors unter dem Schutz des NIPAS-Gesetzes von 1992.
Die Topographie des Nationalparks wird als gebirgiges Terrain beschrieben, es belegt ein Höhenband von 200 Metern im Norden bis 1000 Metern im Süden. Der Großteil des Gebietes des Nationalparks wird bedeckt von Flachlandregenwald, kleineren Bergwäldern und Buschland. Kleinere Teile des Parks werden landwirtschaftlich genutzt, es gibt kleinere Reisfelder und Gartenanlagen um kleinere Dörfer herum.
Der Aurora-Memorial-Nationalpark ist ein wichtiges Rückzugsgebiet für bedrohte Vogelarten wie die Philippinenente, den Affenadler, den Philippinenhaubenadler, die Blutschwingen-Fruchttaube, die Gefleckte Fruchttaube (Ducula carola), den Luzon-Spatelschwanzpapagei (Prioniturus luconensis), den Kochpitta Pitta kochi und den aus der Familie der Fliegenschnäpper stammenden Luzonrötel (Rhyacornis bicolor).

## Quelle
- BirdLife International: Aurora Memorial National Park. Abgerufen am 17. Januar 2022.
- Aurora-Memorial-Nationalpark in der World Database on Protected Areas (englisch)